# Laurocerasus zippeliana
Laurocerasus zippeliana là loài thực vật có hoa trong họ Hoa hồng. Loài này được (Miq.) Browicz mô tả khoa học đầu tiên năm 1970.